# Thymus vulgaris
Pour les articles homonymes, voir Farigoule (homonymie).
Espèce
Classification phylogénétique
Statut de conservation UICN

 LC  : Préoccupation mineure
Thymus vulgaris L., leThym cultivé, Thym commun  ou Farigoule, est une espèce de plantes à fleurs de la famille des Lamiacées. En cuisine, on l'appelle simplement « thym ». C'est un sous-arbrisseau commun des garrigues ensoleillées et des steppes du sud de l'Europe et du Nord de l'Afrique. Le thym est indissociable de la culture méditerranéenne.
Le thym commun est une plante des pharmacopées méditerranéennes. Il a la particularité de présenter une diversité de chimiotypes très importante, ce qui lui confère ainsi une grande variété de constituants médicinaux.
Comme aromate, la culture du thym s'est répandue dans le monde entier.

## Dénomination
Thymus vulgaris a été ainsi nommé par Carl von Linné en 1753.
Plusieurs noms vernaculaires désignent le thym commun : thym des jardins, pote, farigoule, mignotise des Genevois, herbe de thym, thym vulgaire, thym vrai. En Provence et Languedoc, on appelle le thym commun « farigoule » ou « frigoule », et le thym sauvage « farigoulette ». Ces mots sont empruntés au latin populaire fericula, qui désignait autrefois cette plante. « Farigoulette » désigne également en France une liqueur de thym, que l'on sert sur de la glace.

### Étymologie
Le terme « thym » est apparu dans la langue française au XIIIe siècle, d'abord sous la forme de « tym » . Il vient du latin thymus, qui l'a emprunté au grec θύμον / thúmon ou θύμος / thúmos, qui désigne Thymbra capitata, l'espèce Thymus vulgaris n'existant pas en Grèce.

### En occitan
- En occitan : frigoulo ou farigola. Ce nom typique pour la région autour du golfe de Lion vient du latin fericula, dérivé de ferus « sauvage ». On le retrouve en catalan farigola, et il a été emprunté en français régional sous la forme farigoule [2].
  - Provence et Bas-Languedoc : -
  - Haut-Languedoc, Rouergue, Cévennes : fribola, frigola, friola
- En gascon : erbeta, erbòta, sarpoth…

## Description

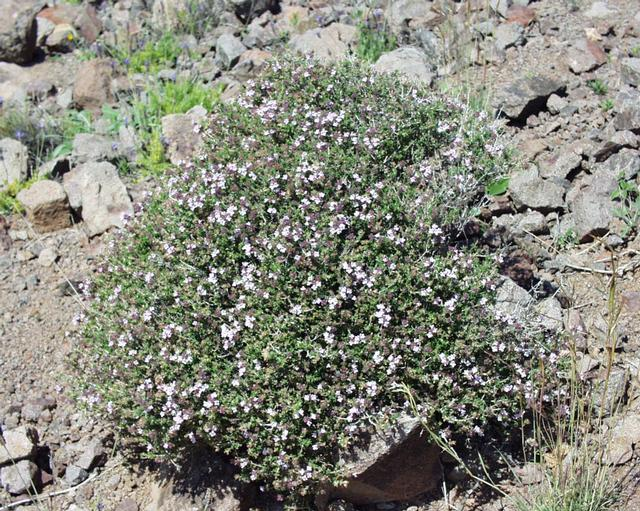
Thymus vulgaris, port général.

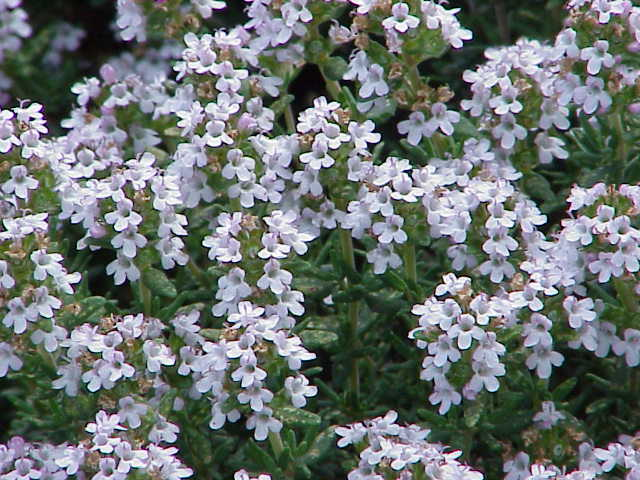
Thymus vulgaris, fleurs.

Thymus vulgaris est un petit sous-arbrisseau vivace, touffu et très aromatique de 7 à 30 cm de hauteur, d'un aspect grisâtre ou vert-grisâtre.
Ses tiges, ligneuses à la base, herbacées supérieurement, sont presque cylindriques. Ces tiges ligneuses et très rameuses sont regroupées en touffe ou en buisson très dense. Elles peuvent acquérir, vers leur base, une assez grande épaisseur. Les tiges florifères ne produisent jamais de racines adventives, et sont rampantes, dressées ou redressées, tortueuses dans leur partie inférieure, velue et blanches tout autour chez les jeunes rameaux.
Ses feuilles sont très petites, ovales, lancéolées, à bord roulés en dessous à nervures latérales distinctes, obtuses au sommet, ponctuées supérieurement, au pétiole extrêmement court, et blanchâtres à leur face inférieure.
La floraison a lieu d'avril à juillet. Les fleurs sont presque roses ou presque blanches, font de 4 à 6 mm de longueur, sont pédicellées et réunies ordinairement au nombre de trois à l’aisselle des feuilles supérieures. Elles forment ainsi une sorte d’épi foliacé au sommet des ramifications de la tige. Le limbe du calice est bilabié, un peu bossu ; la lèvre supérieure a trois divisions séparées entre elles environ jusqu'au quart ou jusqu'au cinquième de sa longueur, la lèvre inférieure possède deux divisions étroites et subulées ; l’entrée du tube est garnie d’une rangée circulaire de poils. La corolle, de taille variable, est un peu plus longue que le calice mais la partie tubulaire de la corolle ne dépasse pas celle du calice ; la lèvre supérieure est à peine chancrée, l’inférieure et à trois lobes égaux et obtus. Les étamines sont incluses et le pistil entouré d'un nectaire proéminent du côté antérieur, donne un tétrakène à 4 nucules petites et brunes. Le style est saillant.
Le thym à linalol se distingue des autres chémotypes par un port plus ramifié et touffu, plus petit et plus ramassé.

### Sous-espèces
Il existe plusieurs sous-espèces de Thymus vulgaris :
- Thymus vulgaris ssp. aestivus (Willk.)[4]
- Thymus vulgaris ssp. palearensis (O.Bolòs & Vigo) (synonyme de la variété palearensis) Cette sous-espèce est inexistante en France[5]
- Thymus vulgaris ssp. vulgaris[6]

## Distribution géographique

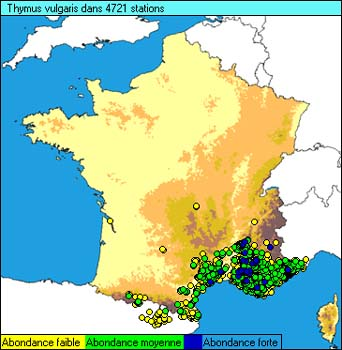
Carte de répartition française de Thymus vulgaris.

Le thym est originaire des pays du bassin méditerranéen sur les rives nord et ouest (où il est souvent cultivé dans les jardins) et des territoires limitrophes sous influence climatique méditerranéenne, ainsi qu'en Afrique du Nord. Assez nomade, il est subspontané dans des régions subtropicales, chaudes ou tempérées, et plus spécialement en Europe et en Amérique du Nord. En France, il est maintenant commun ou assez commun dans la partie méridionale de la Drôme et de l’Ardèche, dans les Corbières, les Pyrénées-orientales. On le retrouve en montagne dans les vallées et hauts plateaux calcaires du Massif central méridional ainsi que quelques espèces dans les Alpes et les Pyrénées centrales, en petites colonies mais ne fleurissant pas. En Suisse, il est subspontané dans plusieurs localités du Tessin, rarement ailleurs.
Plus précisément, le thym commun préfère un sol légèrement acide, bien drainé et rocailleux (calcaire), en plein soleil et au sec. Mais la plante se développe également sur un sol alcalin, filtrant, léger ou compact (d’argile et de limon) ou très poreux (sableux), un peu humide et frais.
Sa résistance au gel est assez limitée, jusqu’à −15 °C, néanmoins sa zone de rusticité est de 5 à 9. Une culture de thym doit donc être protégée l’hiver et ne résiste pas en cette saison à 1 500 mètres dans les Alpes où elle pousse (jusqu’à 2 000 mètres) ; mais elle pourra survivre sous une bonne couverture de neige. Certaines espèces sont plus adaptées aux climats plus rudes que d'autres, comme l'espèce Thymus polytrichus (serpolet à pilosité variable) très présente dans les Alpes du Sud dans les zones pâturées très rases et sur sols rocailleux.
La capacité de cette plante à résister à de très fortes chaleurs provient aussi de son huile essentielle qui, produite la nuit, s’évapore le jour : c’est par cette action que la chaleur sera consommée. Ce principe fut découvert en 1960. C’est aussi pourquoi le thym sauvage sera moins résistant une fois transplanté en Europe occidentale.
Le thym craint légèrement les acariens et les maladies qui amèneraient ses racines à se dégrader. Par contre son huile essentielle aux vertus désinfectante protège sa partie aérienne.

## Statuts de protection, menaces
L'espèce est évaluée comme non préoccupante aux échelons mondial, européen et français.
En France, l'espèce est considérée quasi menacée (NT), proche du seuil des espèces menacées ou qui pourraient être menacées si des mesures de conservation spécifiques n'étaient pas prises, en Aquitaine.

## Phytosociologie
Issu à l'origine des milieux arides plus ou moins rocheux calcaires du bassin méditerranéen (crêtes, falaises, balmes, massifs littoraux), Thymus vulgaris comme les autres plantes héliophiles et xérophiles des garrigues, s'est retrouvé en situation conquérante avec les défrichements forestiers néolithiques. Par la suite, le pastoralisme sur brûlis, le traitement du taillis à courte révolution, facteur d'appauvrissement des sols et de dérive des milieux dans le sens de l'éclaircie et de l'aridité, n'ont cessé de perpétuer leur dynamique jusqu'à nos jours (où les incendies volontaires ou accidentels des zones boisées se substituent aux feux des bergers et aux écobuages). En effet, les pâturages ovins favorisent ce thym. Non consommé, ou à peine touché par les ruminants, il progresse au détriment des plantes broutées et peut finir par constituer de vastes thymaies. De valeur fourragère très faible, ces peuplements sont très appréciés par les abeilles. Par conséquent, on rencontre ce thym dans des zones anthropisées telles que les friches pâturées, les champs collinéens abandonnés, les zones de protection contre le feu gyrobroyées, les talus routiers et ferroviaires, etc. De plus, l'allélopathie accroit la dominance du thym. En effet, ses exsudats racinaires inhibent la levée de dormance des graines concurrentes, lui permettant de constituer des peuplements purs qui s'élargissent en taches plus ou moins circulaires. Cette expansion prend fin lorsque le procédé d'exclusion se retourne contre le thym, les molécules produites devenant toxiques, ou lorsque la forêt reprend le dessus. De manière plus subtile, on retrouve ces mêmes phénomènes dans les maquis sur substrat siliceux.

## Chimiotypes
Le thym est divisé en plusieurs « races » chimiques, appelées chimiotypes. La variabilité de ce dernier est influencée par l’environnement (sol, altitude) et le climat (température et ensoleillement) permettant à la plante de vivre et d’évoluer :
- le chimiotype thymol se retrouve dans tous les types de sols où le thym peut évoluer, des sols extrêmement chauds et secs aux sols plus humides ; La spécificité thymol est la plus répandue, mais l'est de façon moins homogène, et elle est souvent associée à d'autres chimiotypes ;
- le chimiotype carvacrol se retrouve surtout dans des conditions d’extrême chaleur et d’extrême sécheresse ;
- le chimiotype linalol se retrouve dans toutes les aires du thym, essentiellement en zone de moyenne montagne dans des zones à humidité atmosphérique importante ;
- le chimiotype thuyanol, moins abondant, est un intermédiaire entre le linalol et géraniol ;
- le chimiotype géraniol, peu abondant, est adapté aux conditions d'altitude rudes (1 000 m) ;
- le chimiotype paracymène est un précurseur de la biosynthèse végétale du carvacrol et du thymol.

## Usages médicinaux
Les feuilles de thym commun sont utilisées sous forme d'infusion, d'huile essentielle ou d'alcoolature. De manière générale, le thym est un anti-infectieux à large spectre, un stimulant immunitaire et circulatoire, un expectorant et un digestif. La composition moléculaire de ce thym lui confère des propriétés différentes. Certains chémotypes sont plus adaptés à certains usages plus spécifiques, en raison de l'agressivité et le dermocausticité de leurs propriétés.
- Le thym à thymol s'utilise en cas de fatigue générale, est un anti-infectieux et s'utilise dans le traitement de l'asthme, des dermites irritatives et de la couperose[9].
- Le thym à géraniol est un antifongique, un antiviral et un antibactérien. C'est également un cardiotonique. Il s'utilise en cas de bronchite et d'entérite virale. Il est aussi utilisé dans les accouchements[9].
- Le thym à linalol, est quant à lui, un antifongique dans les cas d'infection par Candida albicans. C'est également un vermifuge[10]. De par sa moindre agressivité, ce chémotype est préféré pour les traitements concernant les enfants.
- Le thym à paracymène est un antalgique s'utilisant principalement dans le traitement des rhumatismes et de l'arthrose[10].
- Le thym à thujanol est un bactéricide (en particulier dans le cas de chlamydia) ainsi qu'un virucide[10].

Le Cirsium japonicum associé au Thymus vulgaris améliore la qualité de vie des femmes ménopausées.

## Usages en cuisine
Son goût typé est différent selon le terroir, à tel point qu'on a donné aux différentes variétés le nom du pays où il croît. Il peut avoir un arrière-goût citronné ou un parfum de verveine. Il donne une touche méditerranéenne à tous les plats, que ce soit la tomate, la grillade, le fromage de chèvre, la terrine, les pâtes et les plats mijotés. Il entre dans le classique bouquet garni.
Dans une marinade, il parfume aussi bien les légumes que la volaille et la charcuterie, le poisson que le gibier. Ce type d'usage est fréquent dans la cuisine créole de La Nouvelle-Orléans. Il fréquente avec plaisir l'ail, l'olive et les sauces au vin et entre dans la composition des farces. Le thym aromatise également l'huile ou le vinaigre, préalablement chauffés. Il est aussi à la base de liqueurs.

### Le thym: un complément alimentaire
L'ajout de fines herbes de façon régulière et significative aux aliments permet de contribuer, ne serait-ce que de façon minime, à l'apport en antioxydants de l'alimentation sans pour autant répondre à elles seules aux besoins en antioxydant du corps.

### Mélange d’épices
- Herbes de Provence : cerfeuil, estragon, sarriette, marjolaine, romarin, thym, lavande et fenouil. Assaisonne le poisson, les viandes et la ratatouille.
- Zahtar (Jordanie) : marjolaine, thym, graines de sésame grillées, sel et sumac. Assaisonne la viande frite ou grillée au barbecue.
- Dukka (Égypte) : graines de sésame et noisettes rôties, graines de coriandre et de cumin, poivre noir et thym. Aromatise les viandes grillées. On en assaisonne également le pain plat que l'on trempe ensuite dans de l'huile d'olive et que l'on consomme tel quel.
- Bouquet garni : il se compose de trois brins de persil, d'une branche de laurier et d'un brin de thym que l'on attache ensemble à l'aide d'une ficelle de boucher. Il aromatise soupes, ragoûts et autres préparations culinaires. On peut lui apporter des variantes en ajoutant, par exemple, une branche de céleri, la partie verte d'un poireau ou une tige d'origan.

## Usages apicoles

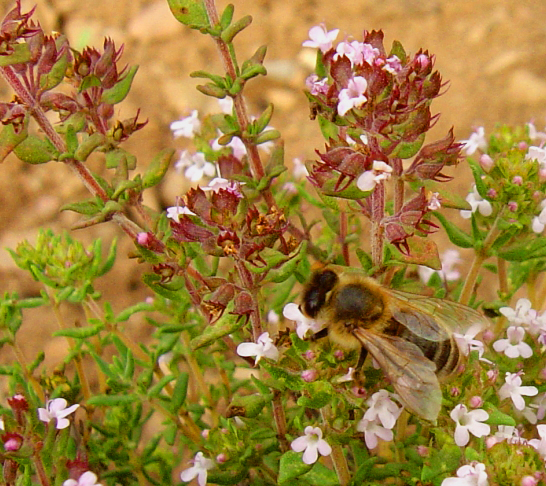
Abeille butinant des fleurs de thym commun.

La floraison printanière du thym commun, courant mai, offre une miellée très fugace et très intense aux abeilles. Cependant, le thym n'apporte que très peu de son pollen ocre brun. Cette production de nectar permettra à la colonie de se développer au printemps. Néanmoins, cette miellée est très inégale. En effet, la floraison étant sensible au froid, à la pluie ainsi qu'à la sécheresse et les abeilles sensibles aux vents, la production peut être très bonne comme inexistante. En France, la récolte de ce miel s'effectue dans les garrigues du pourtour méditerranéen et sur les plateaux calcaires de faible altitude dans l'arrière-pays. Grâce à ses pâturages de moutons, le causse du Larzac est un lieu privilégié.
Le miel de thym, peut constituer un miel monospécifique. Dans ce cas, il est de couleur jaune orangé tirant souvent vers des teintes rougeâtres à la récolte. Il pâlit très légèrement à la cristallisation qui est rapide et a tendance à avoir une granulation grossière. Caractérisé par un arôme puissant, ce miel exhale des saveurs rondes, lourdes et suaves qui durent longtemps en bouche. Le miel de thym peut également être incorporé dans le miel de garrigue en Méditerranée et le miel de maquis en Corse. Traditionnellement, le miel de thym est employé pour sucrer les tisanes du soir car il est apaisant et favorise le sommeil. Antiseptique reconnu, il recommandé pour la prévention et le traitement des maladies infectieuses, respiratoires ou digestives. Le miel de thym est très riche en cuivre et en bore. Des études réalisées au CHU de Limoges par le professeur Descottes ont démontré que le miel de thym possédait des propriétés remarquables lorsqu'il était employé pour la cicatrisation des plaies. Aujourd'hui, plusieurs services de grands brûlés utilisent sa méthode de soin.
Le thymol, le composé principal de l'huile essentielle du thym commun (thym à thymol), est un traitement assez populaire chez les apiculteurs afin de combattre le parasite Varroa, grave fléau de l'apiculture et l'une des principales causes de mortalité des abeilles. Cette molécule est également intéressante dans le traitement de l'acariose. Il s'emploie sous forme de médicaments : Apilife-Var (Italie), où il est associé au menthol, au camphre et à l'eucalyptol, Thymovar (Suisse) et Apiguard (France). Outre ces médicaments aux marques commerciales déposées, il existe le thymol à l'état pur. Les apiculteurs justifient son emploi par la stimulation des colonies et l'amélioration de leur résistance aux agressions. Par ces applications, le thymol n'est plus considéré comme un médicament et échappe ainsi à la règlementation pharmaceutique. De plus, cet usage n'est pas interdit car la substance, non vénéneuse, ne laisse pas de résidus réputés toxiques dans les aliments. À la suite de cette découverte par des chercheurs de l'Institut national de la recherche agronomique de France (INRA), d’autres chercheurs québécois ont démontré que ce traitement, contrairement aux produits chimiques, n'avait aucun effet négatif sur les populations d'abeilles ou sur la production de miel. Certains apiculteurs l'emploient donc à l'état pur, sous forme de cristaux, après l'avoir dissous dans l'alcool. Ils imprègnent ensuite divers supports de cette solution. Le thymol agit essentiellement par évaporation. Son haut pouvoir odoriférant perturbe les abeilles, aussi faut-il traiter en fin de récolte, un jour de beau temps (température extérieure supérieure à 20 °C), et sur la totalité du rucher, sous peine de favoriser la dérive et le pillage. Malgré ces conditions restrictives, l'efficacité du thymol avoisine les 80 %.

## Autres usages du thym
- L’huile essentielle est utilisée en parfumerie.
- Le thym est également une plante ornementale. Par exemple, Thymus praecox 'Elfin'  est utilisé en tant que couverture végétale.

Traditions populaires
En Catalogne Nord, le thym était utilisé avec le romarin et le laurier durant la Semaine sainte. On en faisait alors des fumigations pour éloigner les sorcières. Des bouquets cueillis la nuit de la Saint-Jean et jetés dans les champs permettaient également de se protéger de la grêle.

## Culture
Le thym est largement cultivé dans les jardins potagers jusque dans la moitié nord de la France, en Normandie par exemple y compris dans des stations froides du bocage à 300m d'altitude par des jardiniers surpris de le découvrir à profusion dans la garrigue. Dans ces régions, il adopte un port très serré et très touffu.
En horticulture, la propagation ou multiplication du thym se fait au printemps. Cette production se développe également par semis ; dans ce cas, les semences prennent deux à trois semaines à lever, la croissance est rapide et le repiquage s’effectue, lui deux mois après, avec un espace de 25 à 30 cm entre les plants. La division des touffes et des racines ainsi que le bouturage et le marcottage sont d'autres techniques culturales appropriées. On évitera les engrais durant l’été (sans pour autant le cultiver dans une terre trop pauvre !) qui risqueraient, par un apport excédentaire, de rendre la plante trop fragile à l’époque des gelées, et les arrosages d’appoint. On pourra pailler avec des pierres plutôt qu'avec de la matière organique, ce qui augmentera la chaleur à son pied et réduira les risques de pourriture. On devra aussi penser à couper la plante de moitié au printemps pour favoriser l’apparition de nouvelles pousses. On pourrait aussi les semer au printemps en rang et les éclaircir à 15 cm. il est conseillé de renouveler, de faire une bouture ou de marcotter les plants tous les trois ans sinon la tige devient trop ligneuse et les feuilles perdent leur arôme.
Pour une culture intérieure, le thym a besoin d’au moins 5 heures de soleil par jour ou de 12 heures de lumière artificielle. Le terreau devra être constitué de compost, de gros sable et de morceaux de calcaire. On attendra que la terre devienne sèche avant de procéder à l’arrosage. On peut alors utiliser son thym de façon régulière, sinon tailler les extrémités chaque mois.
Les tiges sont réunies en bouquets, qui sont suspendus, l’inflorescence en bas dans des locaux chauds, secs, aérés et ombragés. Après séchage complet, on procède au battage sur une toile cirée pour détacher les feuilles des branches. On conserve ensuite la plante dans un contenant hermétique, en évitant les matières plastiques pour éviter une perte des huiles essentielles par absorption par le plastique.
Sa zone de rusticité se situe entre 5 et 9.

### Période de récolte
Deux récoltes peuvent être entreprises, une en fin mai, début juin au commencement de la période de floraison, l'autre en septembre. Les branches doivent être coupées jusqu’à 5 cm du sol ; et si l’on coupe les branches à la fin de l’été, il faut éviter de couper plus bas que le tiers de la plante, car une coupe trop basse favoriserait l’apparition de jeunes pousses qui ne résisteraient pas aux premiers froids.
Il est conseillé de cueillir le thym dans des endroits éloignés des bords des chemins et des sentiers. Il ne faut pas arracher la plante mais plutôt lui couper les tiges au sécateur ou les casser du bout des doigts, tout en évitant de couper toutes les tiges et toutes les plantes, pour permettre la survie et la reproduction. Il suffit d’éclaircir la plante. Il est préférable de réaliser la cueillette après la rosée du petit matin et avant les heures les plus chaudes, moment où la plante aura évacué le maximum d’humidité et n’aura pas évaporé son huile essentielle. On peut constater, que pour une récolte dans un champ, l'utilisation d'une fauche mécanique est avantageuse. Le temps consacré à la cueillette est ici amorti par du matériel adéquat.
Il semblerait qu'il soit préférable de cueillir le thym juste avant la période de floraison[réf. souhaitée].